# Anton Cerer
Anton Cerer –conocido como Tone Cerer– (30 de octubre de 1916-25 de mayo de 2006) fue un deportista yugoslavo que compitió en natación, especialista en el estilo braza. Ganó dos medallas en el Campeonato Europeo de Natación, bronce en 1938 y plata en 1947.

## Palmarés internacional
| Campeonato Europeo | Campeonato Europeo    | Campeonato Europeo | Campeonato Europeo |
| Año                | Lugar                 | Medalla            | Prueba             |
| ------------------ | --------------------- | ------------------ | ------------------ |
| 1938               | Londres (Reino Unido) | Medalla de bronce  | 200 m braza        |
| 1947               | Montecarlo (Mónaco)   | Medalla de plata   | 200 m braza        |